# Meudon
Meudon is een gemeente in het Franse departement Hauts-de-Seine (regio Île-de-France) op 9 km ten zuidwesten van Parijs. De gemeente telde 46.722 inwoners op 1 januari 2022. De plaats maakt deel uit van het arrondissement Boulogne-Billancourt. Meudon heeft een station (Meudon - Val Fleury) aan lijn C van het RER-netwerk.

## Geschiedenis
Meudon kende een Kasteel van Meudon dat tijdens de Franse Revolutie werd afgebroken. Het stond model voor het Kasteel van Leeuwergem in Elene.
Nicolas-Jacques Conté kreeg in 1793 toestemming in het kasteel van Meudon een instituut op te richten voor onderzoek aan luchtballonnen. Een halve kilometer meer naar het zuidoosten van het kasteel werd in 1877 het Établissement central de l'aérostation militaire opgericht. Die locatie werd na de Tweede Wereldoorlog overgenomen door het huidige Office national d'études et de recherches aérospatiales.

### Beeldende kunst
Meudon was lange tijd een geliefd woonoord voor beeldend kunstenaars. De Nederlandse kunstenaar Theo van Doesburg en zijn vrouw Nelly wilden hier samen met Hans Arp en Sophie Taeuber-Arp een dubbel huis bouwen. Ze kochten in 1927 een stuk grond aan Rue des Châtaigniers 33. Het plan ging echter niet door en de Arps namen het deel van de Van Doesburgs over en lieten er een huis bouwen waar ze van 1929 tot 1940 in woonden. Van Doesburg liet elders in Meudon een atelier bouwen. Zijn vrouw Nelly is hier in 1975 overleden. Het atelier is nu in gebruik als tijdelijk verblijf voor kunstenaars, onder de naam het 'Theo van Doesburg huis'.
Auguste Rodin had een atelier in Meudon en is hier overleden. Er is tegenwoordig een afdeling van het Musée Rodin gevestigd, waarin de gipsmodellen van zijn beelden worden tentoongesteld.

## Geografie
De oppervlakte van Meudon bedroeg op 1 januari 2022 9,9 vierkante kilometer; de bevolkingsdichtheid was toen 4.719,4 inwoners per km².
De onderstaande kaart toont de ligging van Meudon met de belangrijkste infrastructuur en aangrenzende gemeenten.

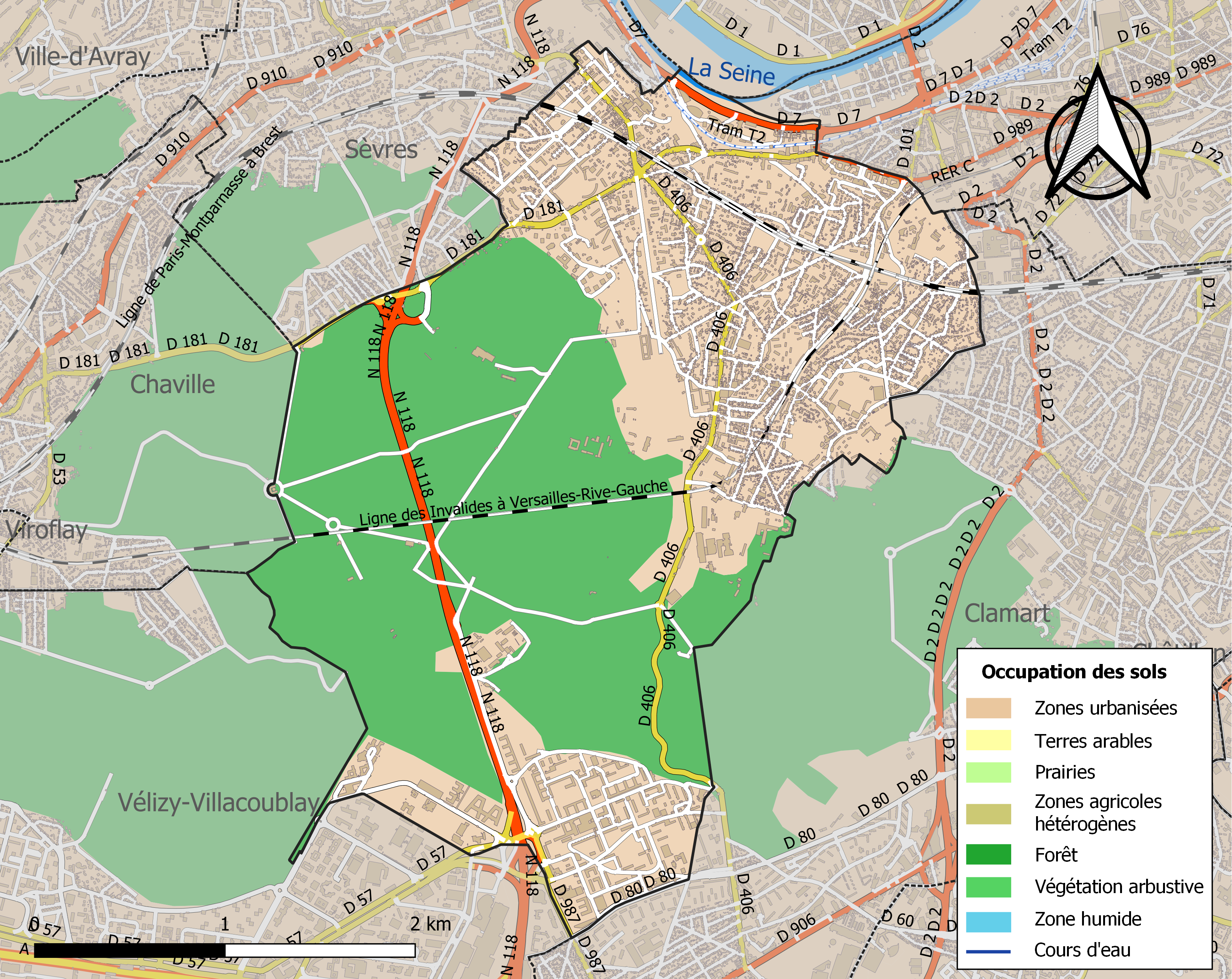

## Demografie
Onderstaande figuur toont het verloop van het inwonertal (bron: INSEE-tellingen).

## Sport
In 1981 werd het WK shorttrack in Meudon georganiseerd.

## Bekende personen uit Meudon

### Geboren
- Napoleon Lodewijk Jozef Jérôme Bonaparte (1864-1932), militair
- André Hunebelle (1896-1985), filmregisseur
- Pierre de Lagarde (1932-2022), journalist en televisiemaker
- Lionel Jospin (1937), politicus
- Jean-Luc Marion (1946), filosoof
- Cédric Daury (1969-2024), voetballer en voetbaltrainer
- Julie Deiters (1975), Nederlands hockey-international
- Nicolas Isimat-Mirin (1991), voetballer
- Grégoire Defrel (1991), voetballer
- Souleymane Doukara (1991), voetballer

### (Ex-)inwoners
- Stanislaus Leszczyński (1677-1766), koning van Polen en hertog van Lotharingen
- Theo van Doesburg (1883-1931), Nederlands kunstenaar en oprichter van De Stijl, woonde hier korte tijd (1930-1931) met zijn vrouw Nelly
- Hans Arp (1886-1966), Duits-Frans kunstenaar
- Sophie Taeuber-Arp (1889-1943), Zwitserse schilderes en beeldhouwster
- Louis-Ferdinand Céline (1894-1961), Frans schrijver, woonde hier vanaf 1951 tot zijn dood in 1961

### Overleden
- Lodewijk van Frankrijk (1661-1711), kroonprins
- Lodewijk Jozef van Frankrijk (1781-1789), zoon van de Franse kroonprins
- Pierre Janssen (1824-1907), astronoom
- Alexandre Guilmant (1837-1911), componist en organist
- Auguste Rodin (1840-1917), beeldhouwer
- Jean-Michel Atlan (1913-1960), kunstschilder
- Gino Severini (1883-1966), Italiaans kunstcriticus en futuristisch-kubistisch schilder en beeldhouwer
- Marcel Dupré (1886-1971), organist
- Alberto Magnelli (1888-1971), Italiaans kunstschilder
- Nelly van Doesburg (1899-1975), Nederlands kunstenaar